# Curetis vietnamitica
Curetis vietnamitica är en fjärilsart som beskrevs av Inoué och Kawazoé 1965. Curetis vietnamitica ingår i släktet Curetis och familjen juvelvingar. Inga underarter finns listade i Catalogue of Life.